# Fondos de Mas Pujol
Els Fondos de Mas Pujol és un paratge a cavall dels termes municipals de Calders i de Monistrol de Calders, al Moianès.
Estan situats al fons de la vall del torrent de Bellveí, al nord-oest de la masia del Bosc, a migdia de la Serra de Mas Pujol i al nord del Serrat de la Guinardera. És al lloc on es troben els torrents de Bellveí, de la Baga de la Corriola i de Mussarra.